# Glas V8

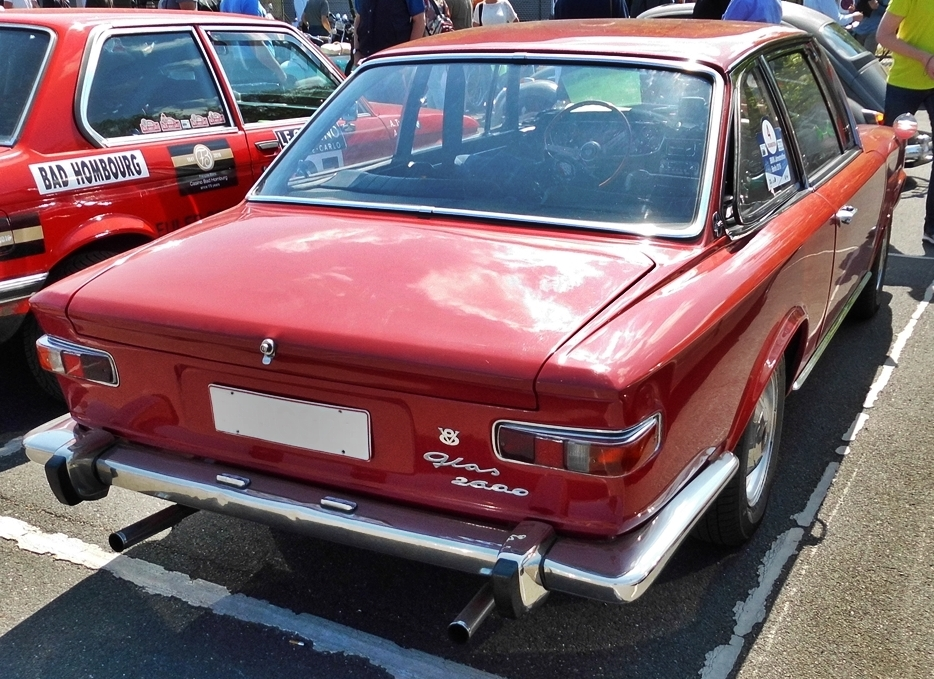
Traseira

O Glas V8 é um cupê com motor V8 produzido pela Hans Glas GmbH em Dingolfing. O carro foi apresentado pela primeira vez em setembro de 1965 no Salão do Automóvel de Frankfurt, onde foi apelidado de "Glaserati" por causa de seu design Frua, que compartilhava muitos temas com Maseratis contemporâneos.
O V8 compartilhava sua distância entre eixos com o sedã Glas 1700 existente da empresa, resultando em longos balanços em cada extremidade, o que alguns comentaristas sentiram que comprometia a estética do design marcante e a aderência do carro à estrada.

## Desenvolvimento
O fabricante tomou a decisão em 1964 de aproveitar a popularidade do Glas GT existente e produzir um cupê GT de seis cilindros. A intenção era mais tarde adicionar um sedã esportivo à linha com base no novo cupê.
No entanto, as finanças da empresa já eram precárias e, para economizar nos custos de desenvolvimento, decidiu-se usar o motor de quatro cilindros de 1290 cc do fabricante como base para um novo motor V8, razão pela qual o tamanho do novo motor, de 2580 cc, era precisamente o dobro do motor existente. O motor tinha dois eixos de comando de válvulas no cabeçote — um para cada banco de cilindros — e estes eram acionados usando duas correias de comando.
O contrato para o design do carro foi novamente para Frua da Moncalieri, com a condição de que, na medida do possível, eles deveriam evitar a exigência de projetar novos componentes onde as peças existentes pudessem ser obtidas de outros fabricantes. O design resultante, portanto, apresentava, entre seus muitos componentes "emprestados", faróis de um ônibus Setra, mecanismos de manivela de janela de um Mercedes-Benz 230SL e as travas de porta de um Porsche 911. A carroceria foi construída à mão, com peças móveis, como portas e capôs, bem como a faixa de acabamento cromada na parte superior da grade, sendo feitas para se encaixar em cada carroceria individual. Todas essas peças, portanto, carregam o número do chassi de cada carro e significam que não são diretamente intercambiáveis entre os carros.
O design apresentado no Salão do Automóvel de Frankfurt em setembro de 1965 foi visto como sensacional, sua semelhança com o Maserati Quattroporte (outro design Frua) rendeu ao novo cupê Glas o apelido de "o Glaserati".

## 2600 V8
Seguindo um padrão familiar com os lançamentos de novos modelos da Glas, foi quase um ano depois, em julho de 1966, que novos V8s começaram a surgir da fábrica da Glas em Dingolfing. O motor de 2580 cc produzia uma potência máxima de 110 kW (150 PS), o que era suficiente para levar o quatro lugares completo a uma velocidade máxima de 198 km/h, onde as condições da rede de rodovias Autobahn em rápido crescimento do país permitiam. Graças aos suportes hidráulicos desenvolvidos pela Boge, este foi o primeiro carro de produção na Alemanha a apresentar suspensão autonivelante. A falha em atingir a velocidade máxima de 200 km/h foi atribuída a "problemas" envolvendo os carburadores.

## BMW-Glas 3000 V8

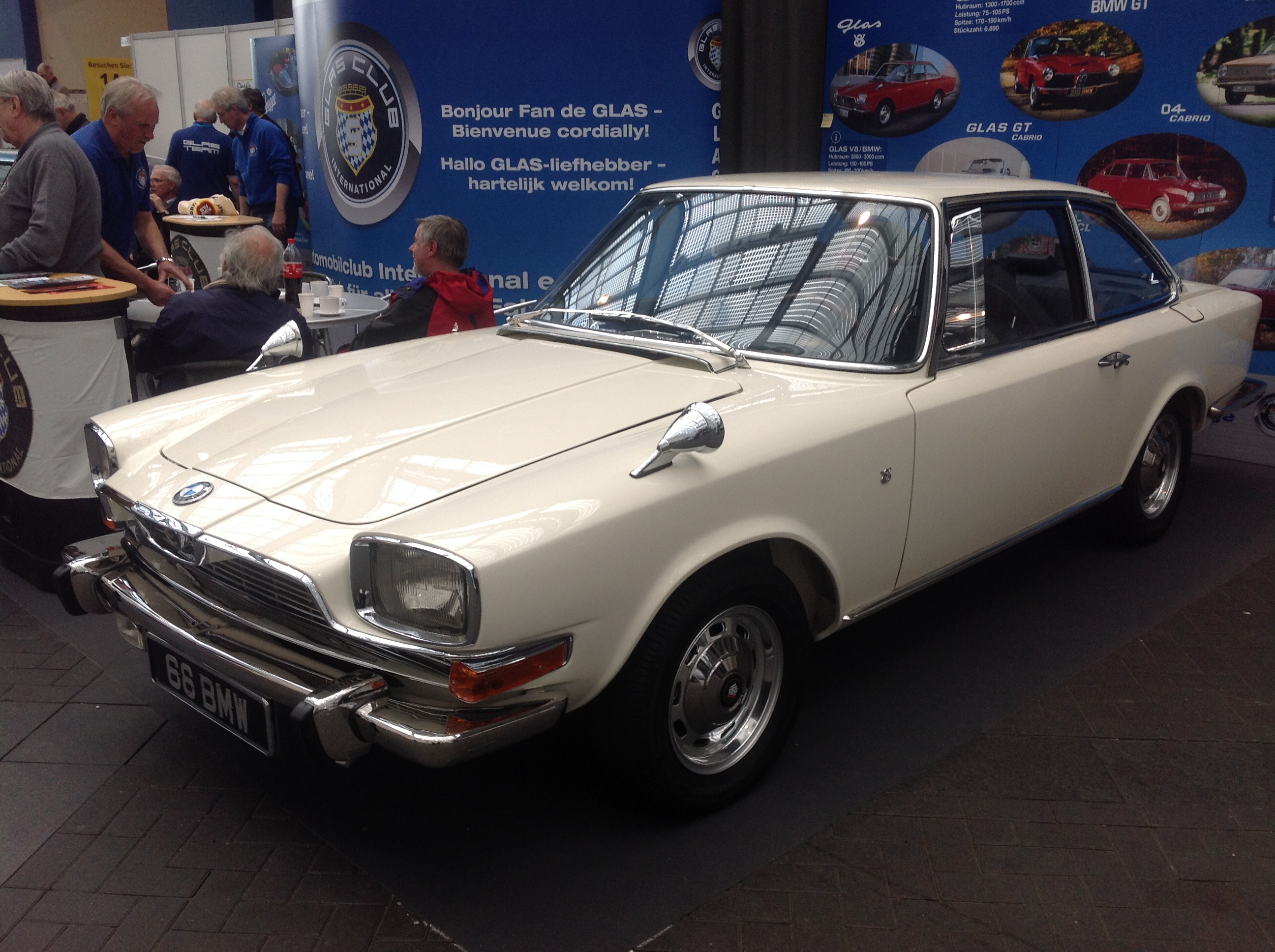
Um BMW-Glas 3000 V8

Em fevereiro de 1966, a Glas estava executando um protótipo V8 com o motor perfurado para 2982 cc (literalmente uma versão dobrada da unidade de 1489 cc encontrada em algumas versões do Glas GT da empresa) e um carburador de três vias. Esta versão oferecia potência máxima de 118 kW (160 PS) e, de acordo com algumas fontes, agora conseguia superar o máximo de 200 km/h especificado no briefing original para o carro. Em um teste de 1967 pela Auto Motor und Sport, apenas 193,3 km/h foram atingidos. Durante 1966, uma versão com motor de 3,2 litros fornecendo potência máxima de 129 kW (175 PS) também estava em desenvolvimento, mas 1966 foi o ano em que as finanças precárias da empresa levaram a uma crise que resultou, em setembro de 1966, em uma aquisição pela BMW. O Glas V8 de 3,2 litros nunca entrou em produção.
Com a linha de modelos Glas agora sob o controle da BMW, a antiga rival da empresa Glas, a produção do 2600 V8 Glas foi encerrada em agosto de 1967 (embora o modelo continuasse listado até dezembro). Em setembro, o 3000 V8 desenvolvido sob a gestão da Glas no ano anterior apareceu no mercado, praticamente inalterado, exceto que ele carregava um emblema BMW no capô e era marcado como BMW-Glas 3000 V8. A produção deste modelo terminou em maio de 1968, no entanto, e exatamente um ano após seu aparecimento, ele foi retirado da lista em setembro de 1968. Em contraste com seu tratamento do menor Glas GT, a BMW resistiu a qualquer tentação de dar ao BMW-Glas 3000 V8 da marca BMW uma grade "dois rins" no estilo BMW.

## Produção

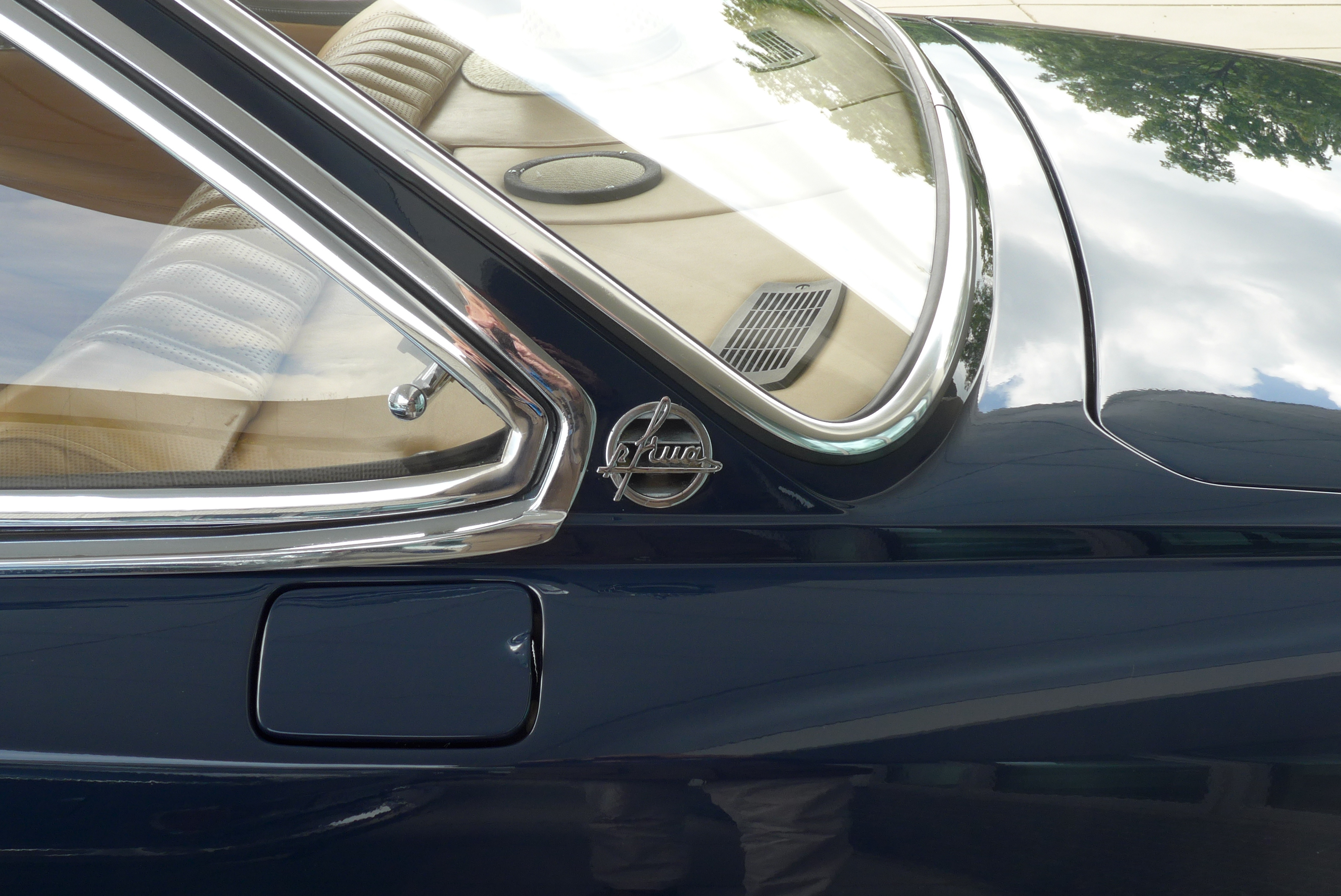
Detalhe

Quando o carro apareceu pela primeira vez no salão do automóvel de 1965, o preço projetado era sensacionalmente baixo, de 18.000 marcos alemães. Quando os carros estavam disponíveis para venda, em 1966, o preço era de 19.400 marcos alemães, o que ainda era visto como um preço muito competitivo para um GT especialista de baixo volume. Em termos de volumes, as fontes divergem: de acordo com Werner Oswald, a empresa produziu 277 dos 2600 V8s com motores menores e 389 dos 3000 V8s mais potentes.